# It's About Time (Christina Milian)
It's About Time è il secondo album in studio della cantante statunitense Christina Milian, pubblicato nel 2004. 

## Tracce
1. Intro – 1:05
2. Dip It Low (feat. Fabolous) – 3:38
3. I Need More – 3:17
4. Whatever U Want (feat. Joe Budden) – 4:04
5. Someday One Day – 4:33
6. Highway – 5:30
7. Get Loose – 3:38
8. I'm Sorry – 3:44
9. L.O.V.E. (feat. Joe Budden) – 3:45
10. Peanut Butter & Jelly – 3:46
11. Miss You Like Crazy – 4:51
12. Oh Daddy – 3:56